# Philip Delaporte
Philip Delaporte – misjonarz i badacz języka nauruańskiego.
Delaporte, Amerykanin niemieckiego pochodzenia, został wysłany w charakterze misjonarza na niedawno zdobytą małą niemiecką kolonię Nauru (dziś niepodległa najmniejsza republika świata).
Pastor Delaporte wraz ze swoją żoną Salome (także misjonarką) przetłumaczył na język nauruański Nowy Testament, część Starego Testamentu i katechizmu. Opracował też pierwszy słownik niemiecko-nauruański.